# Гранд-Плейн (тауншип, Миннесота)
Гранд-Плейн (англ. Grand Plain) — тауншип в округе Маршалл, Миннесота, США. На 2000 год его население составило 55 человек.

## География
По данным Бюро переписи населения США площадь тауншипа составляет 116,3 км², из которых 116,2 км² занимает суша, a вода составляет 0,02 %.

## Демография
По данным переписи населения 2000 года здесь находились 55 человек, 22 домохозяйства и 19 семей. Плотность населения —  0,5 чел./км². На территории тауншипа расположено 29 построек со средней плотностью 0,2 построек на один квадратный километр. Расовый состав населения: 100,00 % белых.
Из 22 домохозяйств в 22,7 % воспитывались дети до 18 лет, в 81,8 % проживали супружеские пары и в 13,6 % домохозяйств проживали несемейные люди. 13,6 % домохозяйств состояли из одного человека, при том 4,5 % из — одиноких пожилых людей старше 65 лет. Средний размер домохозяйства — 2,50, а семьи — 2,74 человека.
23,6 % населения младше 18 лет, 5,5 % в возрасте от 18 до 24 лет, 16,4 % от 25 до 44, 23,6 % от 45 до 64 и 30,9 % старше 65 лет. Средний возраст — 51 год. На каждые 100 женщин приходилось 139,1 мужчин. На каждые 100 женщин старше 18 приходилось 133,3 мужчин.
Средний годовой доход домохозяйства составлял 31 563 доллара, а средний годовой доход семьи —  31 250 долларов. Средний доход мужчин —  26 250  долларов, в то время как у женщин — 26 250. Доход на душу населения составил 15 398 долларов. За чертой бедности находились 33,3 % семей и 37,3 % всего населения тауншипа, из которых 72,7 % младше 18 и 30,8 % старше 65 лет.